# Slovanský dělnický spolek
Slovanský dělnický spolek byla kulturní organizace řemeslnického a živnostenského dorostu v Olomouci. Vznikla v roce 1872. Spolek založil Václav Šílený a vedl jej dramatik Josef Černoch a ředitel arcibiskupské tiskárny Karel Sojka. Spolek se zabýval organizací přednášek a ochotnických vystoupení, v roce 1885 uspořádal na Svatém Kopečku první doložené olomoucké představení ochotnických loutkářů.

## Historie
Slovanský dělnický spolek vznikl 21. listopadu 1872. O založení se zasloužil dr. Václav Šílený. Kromě Šíleného se na založení podíleli také další členové Sokola. Významný podíl na jeho založení a následném fungování měla též Matice školská. Šlo o jeden z prvních dělnických spolků v Olomouci, nevěnoval se však politické činnosti a působil zejména v oblasti sociální osvěty svých členů. Hlavním impulsem pro založení spolku bylo odmítnutí češtiny na schůzích a zábavách ze strany Katolického tovaryšského spolku. Ačkoliv se spolek nazýval dělnickým, šlo převážně o sdružení řemeslnictva a inteligence. K profesorům účastným na spolkovém životě patřili Havelka, Prasek, Miřiovský, Bronec a Bartocha. Podle předlistopadové interpretace šlo o organizaci „protidělnickou a řízenou buržoazií“, snažící se brzdit rozvoj olomouckého dělnického hnutí. Nádenně pracující tvořili po založení sdružení přibližně 56 % členstva.
V roce 1875 spolek daroval pomník na hrob básníka Františka Chládka na hřbitově v Senomatech, dílo zhotovil sochař Alois Amort. V 70. letech a na počátku 80. let 19. století pronesl několik přednášek pro členy sdružení Vincenc Prasek. V roce 1885 podnikl spolek cestu na Svatý Kopeček, kde proběhlo první doložené ochotnické představení olomouckých loutkařů – byla předvedena hra Hacafán nebo Kecafán s bramborovým divadlem. Toto představení později popsal Karel Matěj Čapek-Chod v povídce „Němák“. Spolek pak od roku 1988 hrál loutkové divadlo v Národním domě a v roce 1903 při něm založil stálé loutkové divadlo. V jeho rámci poté byla předváděna například hra Honza málem králem. Skladatel Josef Nešvera napsal pro spolek v roce 1890 „Hymnu dělníků“. V 80. letech došlo ke krizi, během které poklesla základna spolku na 80 členů, od 90. let 19. století do druhé světové války se pak pohybovala v hodnotách 200–250 členů.